# Ramiseto
Ramiseto (Ramṣè nel dialetto locale) è un municipio di 1 260 abitanti del comune di Ventasso, nella provincia di Reggio Emilia.
Fino al 31 dicembre 2015 ha costituito un comune autonomo.

## Geografia fisica

Territorio dell'ex comune di Ramiseto nella provincia di Reggio Emilia

Ramiseto si trova in una conca nella valle della Lonza, nell'Appennino reggiano, a 56 km a sud-ovest di Reggio Emilia. Il territorio municipale si estende fino alle località del versante destro dell'Alta Val d'Enza e la vallata del torrente Lonza. Il municipio di Ramiseto è costituito dalle frazioni di Borcale, Braglie, Camporella, Canova, Casalobbio, Castagneto, Cecciola, Cereggio, Enzano, Fornolo, Gazzolo, La Costa, Lugolo, Masere, Miscoso, Montedello, Montemiscoso, Pieve San Vincenzo, Poviglio, Storlo, Succiso, Succiso Nuovo, Taviano, Tegge, Temporia per un totale di 99 chilometri quadrati. Sul suo territorio si trovano alcune delle più importanti vette della Montagna reggiana come il Ventasso e l'Alpe di Succiso. Attraverso il passo del Lagastrello è possibile raggiungere la Lunigiana mentre il passo di Pratizzano unisce Ramiseto a Collagna.
Il capoluogo è suddiviso in sei borgate: Bora, Campogrande, Masere, Centro, Borgovecchio e Costa.

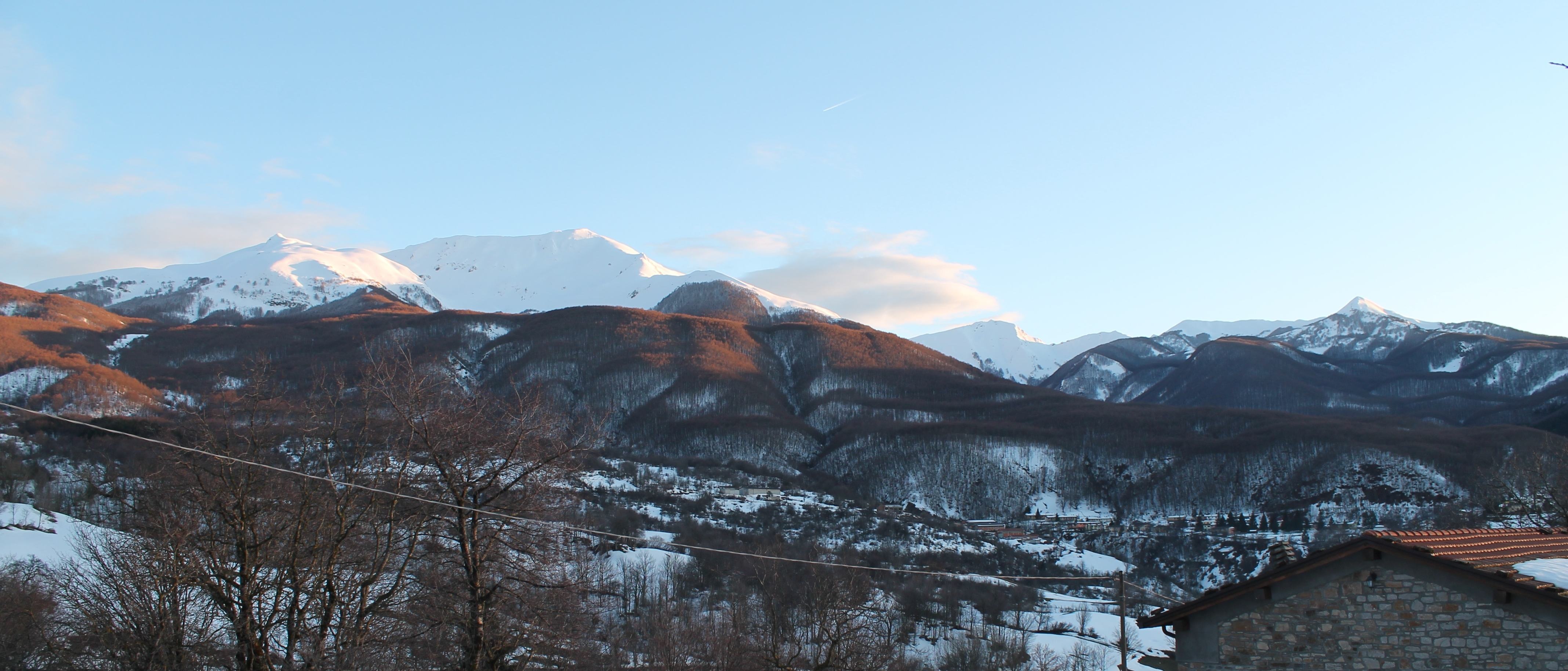
Monte Casarola, Alpe di Succiso, Groppi di Camporaghena e monte Acuto visti da Succiso

 Confina a nord con il comune di Vetto, ad est con Castelnovo ne' Monti, a sud con il comune di Comano (MS) e ad ovest con i comuni parmensi di Monchio delle Corti e Palanzano, attraverso i ponti sul torrente Enza di Montedello e Taviano. I municipi confinanti sono Busana e Collagna, posti a est.
Il suo territorio fa parte del Parco Nazionale dell'Appennino Tosco-Emiliano.

## Storia
Anticamente detto Ramacetum, è al centro di quella che fin dall'epoca matildica viene detta Valle dei Cavalieri, ovvero la valle dell'alto corso del torrente Enza. Al centro dei conflitti tra il Libero Comune di Reggio e quello di Parma, si sottomise ai reggiani nel 1237, entrò poi nel dominio degli Estensi che lo infeudarono ai Vallisneri, potente famiglia del Collagnese che mirava ad espandersi anche su questo lato del monte Ventasso. In seguito fu al lungo conteso per la sua posizione strategica, trovandosi al confine tra il Ducato di Modena e Reggio, Ducato di Parma e Piacenza e lungo la strada che conduceva ai dominii dei Malaspina e al Mar Tirreno. Con la firma nel 1844 del Trattato di Firenze, Ramiseto ottenne tutte quelle frazioni, come Succiso, Miscoso e Pieve San Vincenzo che fino ad allora erano rimaste sotto il dominio parmense. Con l'Unità d'Italia venne creato il comune di Pieve San Vincenzo, ma già nel 1873 la sede comunale venne trasferita a Ramiseto che venne raggiunta dalla strada provinciale vent'anni dopo.
Durante la seconda guerra mondiale il terreno impervio e i boschi del comune di Ramiseto divennero ottimali per la lotta partigiana che qui si scontrarono ripetutamente con le truppe nazifasciste. Negli anni '50, con il miracolo economico italiano gran parte della popolazione locale, fino ad allora impiegata nell'agricoltura, emigrò verso Reggio Emilia e le altre città industriali della pianura Padana.
Il referendum del 31 maggio 2015 sancì la fusione di Ramiseto con i comuni limitrofi di Busana, Collagna e Ligonchio. I cittadini scelsero anche la denominazione del nuovo comune: Ventasso.
Il nuovo comune è operativo dal 1º gennaio 2016.

### Simboli
Lo stemma di Ramiseto era stato concesso con decreto del presidente della Repubblica dell'11 ottobre 1966.
Le lettere V e C sono le iniziali di Valle dei Cavalieri, il vasto territorio montano che si trova tra le province di Parma e Reggio Emilia, di cui Ramiseto fa parte; oppure sono le iniziali delle famiglie dominanti nella zona in passato: i Vallisnieri e i Cornazzani. Il gonfalone era un drappo troncato di giallo e di azzurro.

### Onorificenze
Ramiseto è tra le città decorate al valor militare per la guerra di liberazione, insignito della croce di guerra al valor militare per i sacrifici delle sue popolazioni e per l'attività nella lotta partigiana durante la seconda guerra mondiale.

## Monumenti e luoghi d'interesse
- Chiesa dei Santi Cipriano e Giustina, già citata nel 1256, venne completamente ricostruita nel 1827.
- Palazzo Bertoldi

## Società

### Evoluzione demografica
Abitanti censiti

## Geografia antropica
Il municipio di Ramiseto, esteso lungo l'alta val d'Enza e la vallata del torrente Lonza, è composto dalle frazioni di Camporella, Castagneto, Cecciola, Cereggio, Gazzolo, Miscoso, Montedello, Nigone, Pieve San Vincenzo e Succiso.
Poco meno del 50% della popolazione (1307 ab.) è residente nel capoluogo e nella vallata del torrente Lonza (Cereggio, Gazzolo, Nigone) ove, grazie alla presenza o alla vicinanza di arterie di comunicazione come la SS63 o le varie provinciali maggiore è la vicinanza alla pianura Padana e maggiori sono le possibilità di svolgere attività produttive e trovare lavoro.
Poco oltre il 50% della popolazione è residente in modo rarefatto tra le molteplici frazioni, che sono storicamente esistite sin dal XII secolo in alta val d'Enza o nei pressi delle diverse diocesi e parrocchie delle altre vallate; oltre a questa tipologia di insediamento oggigiorno sono molto diffuse le case sparse, che si possono trovare edificate sia sulle principali strade di comunicazione che in zone periferiche, che frequentemente sono impervie e remote.

### Borcale
Borcale (Burcal nel dialetto locale) sul confine con il comune di Vetto, è attraversata dal torrente Lonza, un piccolo affluente del torrente Enza.
La frazione era abitata già nei primi decenni dell'anno 1000 d.C., come riportano alcuni scritti del Medioevo, ed era diventata punto di passaggio per i pellegrini che attraversavano i passi del Cerreto e del Lagastrello per poter raggiungere le pianure da una parte o il mare dall'altra.
Su alcuni manoscritti datati 1000-1100 viene riportato Borcale come luogo dove avvennero alcuni tra gli scontri più cruenti tra le diverse fazioni in lotta per la conquista delle pianure.
Borcale o anche Selva, come viene descritto ampiamente in diversi libri di storia del medioevo, fu utilizzato anche da diverse bande di ribelli e reietti grazie alla particolare conformazione, era un nascondiglio perfetto per scappare dalla legge.
Uno dei reperti storici più importanti della frazione risale a circa il 1155, in memoria di Matilde di Canossa. La Grancontessa infatti non esitò ad intervenire in difesa degli abitanti del borgo, minacciati e continuamente in balia dei briganti.
Una celebre frase, pronunciata dal capo delle pattuglie di Matilde, Avanti, liberta e prosperita qui saran godute ove le nostre vestigie passeran e i nostri nemici cadran è riportata su un'antica pietra, detta A pietrun.
Negli anni della seconda guerra mondiale Borcale diede riparo a diversi pensatori, ovviamente non accettati dal regime fascista, che con le loro gesta diedero vita al "Settembre del Borcale", un movimento ideologico che prevedeva un concetto di vita all'ora sconosciuto.

### Camporella
Camporella si trova a circa 7 km dal capoluogo. Sorge sulla sponda destra del torrente Enza ad una quota di 637 m s.l.m. alle pendici del Monte Ferrarino.
Il paese ha origini medievali, la "capelle de Caporelli" compare nell'aggiunta all'Elenco delle decime del 1230 come dipendente della Pieve di San Vincenzo; nel censimento estense del 1415 il paese ha 62 abitanti (bocche) insieme a Montedello.
A Camporella si trova la chiesa della parrocchia di San Bartolomeo che comprende anche i paesi di Montedello e Taviano.
Il paese sorge lungo lo storico sentiero dei Ducati che, partendo da Quattro Castella, costeggiava il confine tra il Ducato di Parma e quello di Modena e Reggio, risalendo lungo la vallata dell'Enza arrivando fino al Lagastrello.

### Montedello
Montedello (Mundèl nel dialetto locale) è una piccola frazione scarsamente abitata, prospiciente al torrente Enza e confinante con la provincia di Parma attraverso un ponte sul fiume; la località posta in territorio Matildico, era un antico commune militum appartenente al sistema poligonale difensivo delle storiche Valli dei Cavalieri, nei cui reperti e documenti appare sin dal XII secolo. Nel 1415 il censimento estense rilevava attorno ad una rocca alcune abitazioni in muratura ed in pietra, contornate da case in legno.
Il borgo a cui s'accede attraverso un archivolto, è situato su d'un crinale roccioso ed è costituito da alcune abitazioni in pietra dove si trovano alcuni loggiati, corti, sottopassi, bifore e portali, che riportano incisioni che li datano tra il ' 500 ed il '700; la piccolissima chiesa-oratorio consacrata a san Francesco è datata 1657, e ancor oggi è adibita alle funzioni religiose.

## Amministrazione
Di seguito è presentata una tabella relativa alle amministrazioni che si sono succedute nell'ex comune.
| Periodo        | Periodo          | Primo cittadino     | Partito      | Carica  | Note  |
| -------------- | ---------------- | ------------------- | ------------ | ------- | ----- |
| 25 luglio 1985 | 24 aprile 1995   | Sonia Masini        | PCI, PDS     | Sindaco | [ 9 ] |
| 24 aprile 1995 | 14 giugno 2004   | Francesco Zambonini | lista civica | Sindaco | [ 9 ] |
| 14 giugno 2004 | 8 giugno 2009    | Davide Dazzi        | lista civica | Sindaco | [ 9 ] |
| 8 giugno 2009  | 31 dicembre 2015 | Martino Dolci       | lista civica | Sindaco | [ 9 ] |